# Попов, Константин Христов
Константин Христов Попов (4 августа 1904, Русе — 6 мая 1991, София) — болгарский виолончелист.
Начал учиться игре на виолончели в своём родном городе у Александра Йорганджиева (1879—1960). В 1925 г. отправился для продолжения образования в Вену, где занимался у Вильгельма Йераля, а затем в Лейпциг, где в 1926—1932 гг. учился в Лейпцигской консерватории у Юлиуса Кленгеля, частным образом также брал уроки у Хуго Беккера и Ханса Мюнх-Холланда. В 1932—1935 гг. концертировал в разных странах Европы как солист и в составе фортепианного трио.
В 1935 г. вернулся в Болгарию и сразу же начал преподавать в Государственной музыкальной академии, с 1945 г. профессор. Одновременно активно концертировал в стране, стал первым исполнителем ряда произведений болгарских композиторов, в том числе Концертной фантазии Панчо Владигерова (1941).